# 道北街道 (满洲里市)
道北街道，是中华人民共和国内蒙古自治区呼伦贝尔市满洲里市下辖的一个乡镇级行政单位。

## 行政区划
道北街道下辖以下地区：
文明社区、海关社区和富华社区。